# Jaiwa (Ort)
Jaiwa (russisch Я́йва) ist eine Siedlung städtischen Typs in der Region Perm (Russland) mit 10.325 Einwohnern (Stand 14. Oktober 2010).

## Geographie

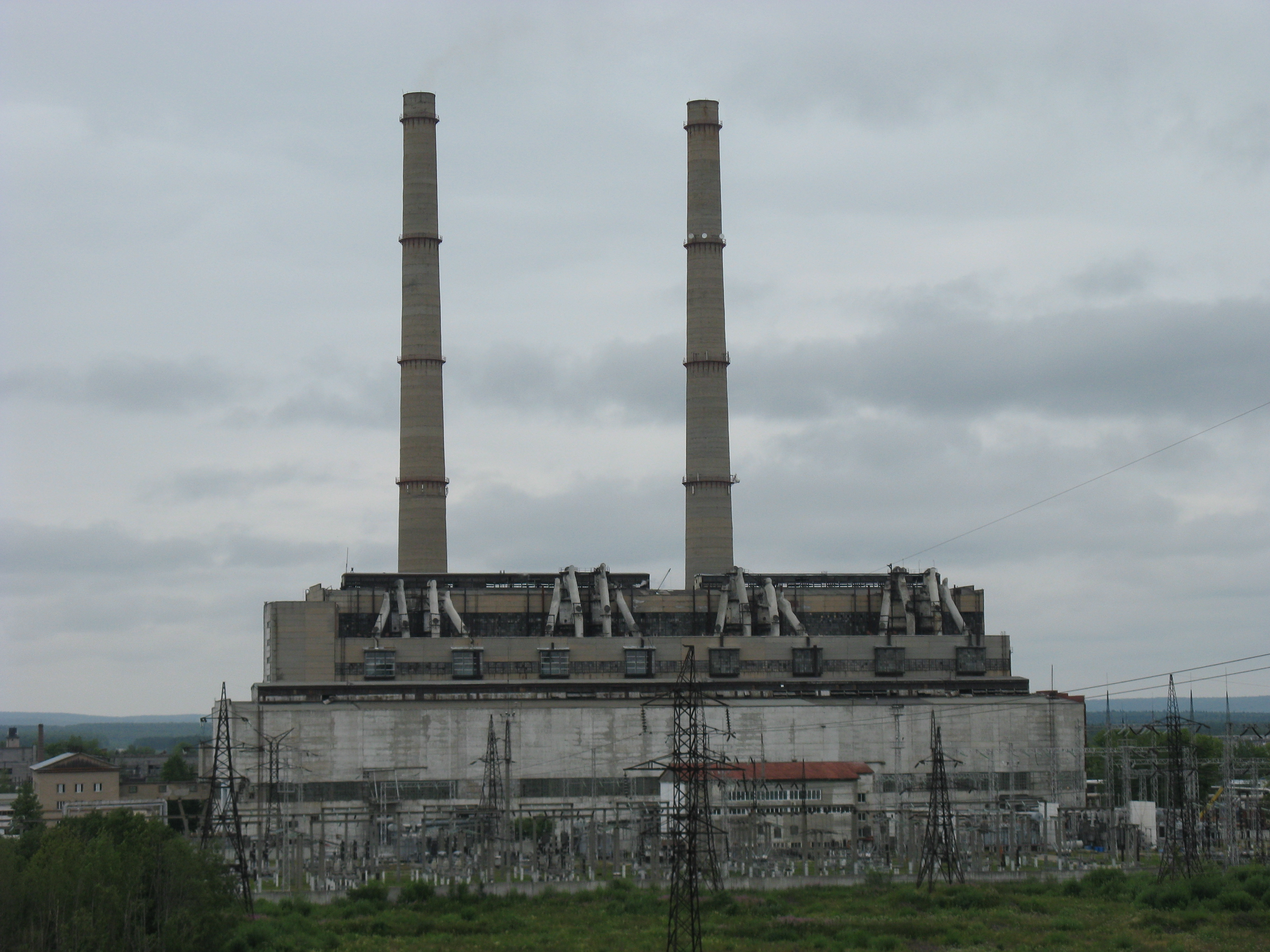
Wärmekraftwerk Jaiwinskaja GRES

Die Siedlung liegt im Uralvorland, etwa 130 km Luftlinie nordnordöstlich des Regionsverwaltungszentrums Perm oberhalb der Mündung der Wilwa in den linken Kama-Nebenfluss Jaiwa.
Jaiwa gehört zum Rajon Alexandrowski und befindet sich gut 25 km nordwestlich von dessen Verwaltungszentrum Alexandrowsk. Die Siedlung ist Verwaltungssitz der Stadtgemeinde Jaiwinskoje gorodskoje posselenije, zu der neben Jaiwa die sechs Dörfer Kljostowo ( km lich), Nischnjaja ( km lich), Podsludnoje ( km lich), Samelnitschnaja ( km lich), Sredneje ( km lich) und Wischai ( km lich) sowie die drei ländlichen Siedlungen Basa ( km lich), Galka ( km lich) und bei der Bahnstation Ljusen ( km lich) gehören.

## Geschichte
1879 wurde an Stelle der heutigen Siedlung die nach dem Fluss benannte Bahnstation Jaiwa an der Strecke Tschussowskaja – Beresniki in Betrieb genommen. Als eigentliches Gründungsjahr des Ortes gilt 1930, als bei der Station der 1929 bis Solikamsk verlängerten Strecke eine Siedlung für im Rahmen der stalinschen „Entkulakisierung“ zwangsumgesiedelte Bauern entstand.
In den 1930er-Jahren wurden zunächst holzverarbeitende und Baubetriebe errichtet. Am 12. Mai 1948 erhielt Jaiwa den Status einer Siedlung städtischen Typs.
1956 mit dem Bau des Wärmekraftwerks Jaiwinskaja GRES (ursprünglich auch GRES-16) begonnen. Die Kraftwerksblöcke gingen zwischen 1963 und 1965 in Betrieb. In den 1960er-Jahren gab es Pläne, dem Ort die Stadtrechte unter dem Namen Majakowski (nach dem Dichter Wladimir Majakowski) zu verleihen. In Anbetracht der stagnierenden Entwicklung der Siedlung kam es dazu jedoch nicht.

### Bevölkerungsentwicklung
| Jahr | Einwohner |
| ---- | --------- |
| 1959 | 13.280    |
| 1970 | 11.767    |
| 1979 | 11.278    |
| 1989 | 11.877    |
| 2002 | 10.885    |
| 2010 | 10.325    |

Anmerkung: Volkszählungsdaten

## Wirtschaft und Infrastruktur
Bedeutendstes Unternehmen des Ortes ist das mit Kohle und Erdgas betriebene Wärmekraftwerk Jaiwinskaja GRES mit einer Leistung von 1016 MW, das heute (Stand 2019) Unipro gehört.
Jaiwa liegt an der auf diesem Abschnitt seit 1949/50 elektrifizierten Bahnstrecke Tschussowskaja – Solikamsk (Streckenkilometer 168) sowie der Regionalstraße R343 Kungur – Solikamsk, die ab Tschussowoi der Bahnstrecke folgt.